# Alberto Baillères
Alberto Baillères González, né à Mexico (Mexique) le 22 août 1931 et mort à Mexico le 2 février 2022, est un économiste et un homme d'affaires mexicain. Il est le président de Grupo Bal (es), un conglomérat d'entreprises.
Selon la revue Forbes, c'est le second homme le plus riche du Mexique en 2013, après Carlos Slim.
En 2017, il apparaît, aux côtés de Carlos Slim, dans les révélations des Paradise Papers,.